# Ectoedemia pteliaeella
Ectoedemia pteliaeella là một loài bướm đêm thuộc họ Nepticulidae. Nó được tìm thấy ở Kentucky và Ohio.

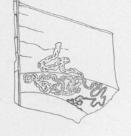
Mine

Sải cánh dài 4-4.5 mm. Có hai lứa trưởng thành một năm. Larvae may be collected in tháng 7 và in tháng 8 và tháng 9.
Ấu trùng ăn Ptelea trifoliata. The mine the leaves of their host plant. 